# 시미 트와이스
시미 트와이스(Shimmy Twice, 본명: 심경섭, 1987년 ~ )는 대한민국의 DJ 겸 프로듀서이다. 2008년에 빈지노와 함께 재지팩트를 결성하여 2010년에 Lifes Like로 데뷔하였고, 이후 군입대로 활동을 중단하였다가 전역 후 2017년 5월, Waves Like를 발매하였다. 프로듀서 뿐만 아니라 DJ 및 하이프 맨으로서 활동 중이다.

## 배경
시미 트와이스는 고등학교 1, 2학년 무렵, 힙합 동아리에서 빈지노를 알게 되었다. 당시 원래 서로 이루고 있던 팀이 있었으나 각자의 파트너가 음악을 그만 두게 되면서 서로 팀을 이뤄, 재지팩트를 결성하였다. 원래 재즈 힙합을 좋아하고 랩을 하였던 그는 외국 인스트루멘탈에만 랩을 하다 아쉬운 감에 직접 만들어봐도 좋겠다고 생각해 프로듀서로 전향하였다. 2009년, 싱글 "Addicted2"를 무료 배포하였고 2010년, Lifes Like로 데뷔하였다. 2011년 싱글 "Big"과 "Always Awake"를 발매하였고 빈지노의 솔로 EP 2 4 : 2 6에 "Summer Madness"에 참여하였다.
이후 군입대로 인하여 활동을 중단하였다가 2015년, 전역 후 재지팩트 재결합 소식을 전하며 빈지노와의 공연 외에도 DJ 및 하이프 맨으로 활동하였다. 2016년 11월에는 음반 작업 중인 사실이 보도되었고,  tvN 드라마 《안투라지》 수록곡 "Up up and Away"를 프로듀싱하였다. 12월 27일에는 MBC 에브리원 《비디오스타》에 시미 트와이스, 임슬옹, 정진운과 함께 출연하였다.
2017년 5월 29일, 재지팩트의 EP Waves Like의 메인 프로듀서로 참여하였고 빈지노의 군입대 후 재지팩트로서 활동을 중단한 그는, 2017년 6월 힙합플레이야의 라디오 "황치와 넉치"에 피제이와 함께 출연하였다. 자리를 통해 힙합엘이 인터뷰에서 언급한 바와 같이 솔로 음반을 기획 중이라고 밝혔다.

## 음악
주로 샘플링 작법을 통하여 곡을 만든다. 재지팩트의 1집 무렵, 컷-앤-페이스트 작법을 통해 스무스 재즈를 샘플링하는 기반으로 대부분 작업을 하였으며 샘플링의 장르도 재즈에 집중되어 있던 반면, Waves Like부터 다양한 음악 장르를 샘플링하였는데 빠른 트렌드에 따라 샘플링 기반의 트랩 음악을 추구하기도 한다고 밝혔다.

## 학력
- 경복고등학교

## 음반

### 정규 음반
- Lifes Like (2010)

### EP
- Waves Like (2017)

### 싱글 음반
- "Addicted2" (2009)
- "SundayMove" (2010)
- "Always Awake" (2011)
- "Big" (2011)
- "Up up and away" (2016)

## 인용
1. 1 2  www.etnews.com. “재지팩트 정규 2집 발매, 홀로 남겨진 시미 트와이스 (Shimmy Twice)는 어쩌나”. 2017년 6월 16일에 확인함.[깨진 링크(과거 내용 찾기)]
2. 1 2  Hiphopplaya. “시미 트와이스 + 빈지노 '재지팩트(Jazzyfact)' 인터뷰”. 2017년 6월 16일에 확인함.[깨진 링크(과거 내용 찾기)]
3. 1 2  LE_Magazine. “[인터뷰] 재지팩트 (Jazzyfact)”. 2017년 6월 7일에 확인함.
4. 1 2  “[단독] 빈지노X시미 트와이스, 4년 만에 재지팩트 2집 앨범”. 2017년 5월 29일에 확인함.[깨진 링크(과거 내용 찾기)]
5. ↑  “'비디오스타' 빈지노, 연인 스테파니 미초바 언급 '사랑꾼 면모'”. 2017년 5월 23일에 확인함.
6. ↑  힙합플레이야 (2017년 6월 16일). “힙플라디오 "황치와넉치" 넉살&던밀스 제68화 #시미트와이스 #피제이 #재지팩트”. 《유튜브》.
7. ↑  “네이버 뮤직 ::  '언니네 이발관' 외 5매”. 2017년 6월 16일에 확인함.